# Marco Hauk
Marco Hauk (* 8. September 1984 in Heidelberg) ist ein deutscher ehemaliger Handballspieler.
Hauk begann das Handballspielen beim TSV Baden Östringen. Später fusionierte der Verein mit der TSG Kronau zur SG Kronau-Östringen. Im Sommer 2006 wechselte der Rechtsaußenspieler zum TV Großwallstadt und hatte ein Doppelspielrecht für TV Kirchzell. Im Jahr 2008 unterschrieb er einen Vertrag beim TV Bittenfeld. Nach zwei Jahren schloss er sich dem Bundesligaaufsteiger TSG Friesenheim an, mit dem er jedoch sofort wieder absteigen musste. In der Saison 2013/14 gelang ihm erneut die Rückkehr in die Bundesliga. Ab Sommer 2016 lief er für den Drittligisten TSB Heilbronn-Horkheim auf. In der Saison 2018/19 spielte er beim TSV Knittlingen in der Landesliga.

## Größte sportliche Erfolge
- Aufstieg in die 1. Bundesliga:
  - 2004/05 mit der SG Kronau/Östringen
  - 2013/14 mit der TSG Friesenheim
- Final Four 2005/06 mit der SG Kronau/Östringen